# Awakenings (feesten)

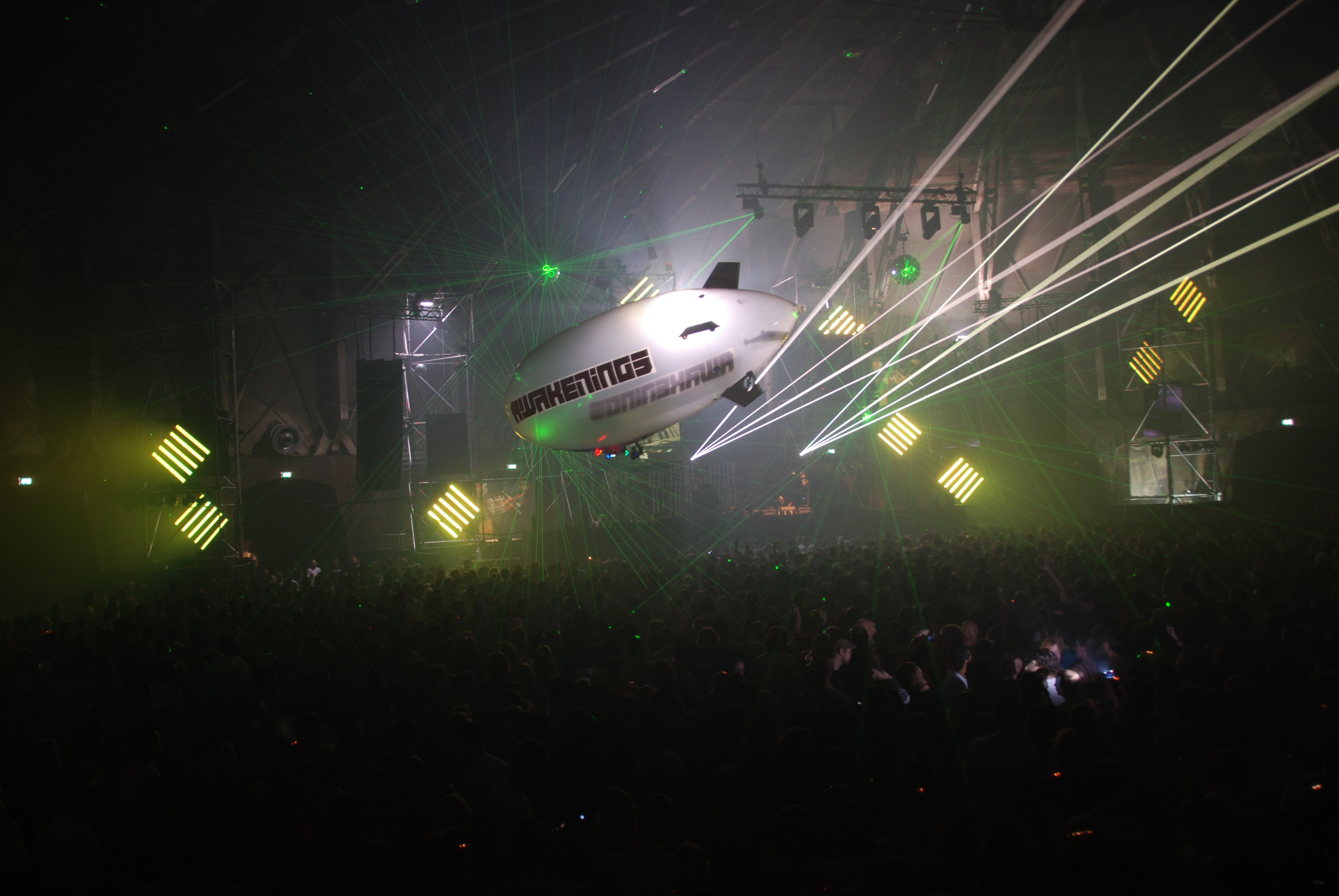
Awakenings in de Gashouder op het Westergasfabriekterrein in 2007

Awakenings is de verzamelnaam van technofeesten die sinds 1997 worden georganiseerd door evenementenbureau Monumental Productions BV. De feesten hebben soms een thema dat met technomuziek te maken heeft, zoals minimal, Detroit, schranz, Drumcode of Kne'deep.
Plaats van handeling is recreatieterrein Spaarnwoude tussen Amsterdam en Haarlem.
De naam Awakenings heeft te maken met de wederopstanding van Jezus. Het eerste feest was rond Pasen en organisator Rocco Veenboer realiseerde zich dat hij niet wist wat het Paasfeest inhield. Nadat hij ontdekte dat met Pasen onder andere de wederopstanding van Jezus gevierd wordt, ontstond de naam Awakenings.
De bakermat van Awakenings ligt in de Gashouder van de Westergasfabriek, in het Westerpark in Amsterdam. Daar begon op 30 maart 1997 de allereerste editie met de dj's Angelo, Billy Nasty, Derrick May, Dimitri, Godard en Nick Rapaccioli. In 2000 verhuisde het festival naar de Now&Wow in Rotterdam omdat de Westergasfabriek gerenoveerd werd. Daarna werden de feesten afwisselend gehouden in de Now&Wow en de NDSM te Amsterdam. Op 18 februari 2005 kwam de Westergasfabriek weer in gebruik als vaste locatie.
In oktober 2006 voerde de Amsterdamse politie controles uit bij een Awakeningsfeest in de Gashouder waarbij 131 aanhoudingen werden verricht. Een tweede controle op een Awakeningsfeest in november resulteerde in 82 aanhoudingen. Het Awakeningsfeest op de NDSM-werf op 31 december kreeg geen vergunning van de gemeente naar aanleiding van een negatief advies van de politie en brandweer. Volgens Awakenings-organisator Rocco Veenboer was er sprake van willekeur omdat soortgelijke feesten op dezelfde locatie wel een vergunning kregen. In een gemeenteraadsvergadering op 15 december verklaarde burgemeester Job Cohen dat de politie op 31 december 2006 de veiligheid niet kon garanderen omdat er bij de laatste edities van Awakenings te veel harddrugs waren gevonden.
In 2008 vormde het Klokgebouw in Eindhoven voor het eerst het decor. Sinds 2012 organiseert Awakenings feesten tijdens ADE in de Gashouder.
Vanaf 2014 volgde buitenlandse expansie met edities in Londen, New York, Manchester en Antwerpen. Daarnaast werden evenementen op andere festivals verzorgd in Australië, India, Brazilië en in de Verenigde Staten. In 2015 werd de organisatie achter Awakenings overgenomen door SFX, inmiddels LiveStyle genaamd.
In 2017 werd het 20-jarig bestaan van Awakenings gevierd met de uitgifte van het boek Awakenings, 20 years of techno.

## Edities
| Datum             | Evenement                                         | Locatie                     | Lineup |
| ----------------- | ------------------------------------------------- | --------------------------- | --- |
| 30 maart 1997     | Awakenings                                        | Gashouder, Amsterdam        | |
| 11 oktober 1997   | Awakenings                                        | Gashouder, Amsterdam        | |
| 21 februari 1998  | Awakenings                                        | Gashouder, Amsterdam        | |
| 11 april 1998     | Awakenings                                        | Gashouder, Amsterdam        | |
| 12 april 1998     | Awakenings                                        | Gashouder, Amsterdam        | |
| 31 mei 1998       | Awakenings                                        | Gashouder, Amsterdam        | |
| 30 oktober 1998   | Awakenings                                        | Gashouder, Amsterdam        | |
| 5 december 1998   | Awakenings                                        | Gashouder, Amsterdam        | |
| 6 februari 1999   | Awakenings                                        | Gashouder, Amsterdam        | |
| 4 april 1999      | Awakenings                                        | Gashouder, Amsterdam        | |
| 22 mei 1999       | Awakenings                                        | Gashouder, Amsterdam        | |
| 24 juli 1999      | Awakenings                                        | Gashouder, Amsterdam        | |
| 18 september 1999 | Awakenings                                        | Gashouder, Amsterdam        | |
| 30 oktober 1999   | Awakenings                                        | Gashouder, Amsterdam        | |
| 4 december 1999   | Awakenings                                        | Gashouder, Amsterdam        | |
| 18 februari 2000  | Awakenings Detroit Special                        | Gashouder, Amsterdam        | Carlijn, Kevin Saunderson, Kenny Larkin, Jay Denham, Rolando, Angelo |
| 19 februari 2000  | Awakenings                                        | Gashouder, Amsterdam        | Shinedoe, Johannes Heil (live), Surgeon, Ben Sims, Remy, Adam Beyer |
| 29 april 2000     | Awakenings                                        | Gashouder, Amsterdam        | Lady Aida, Alter Ego, Sven Väth, Dave Clarke, Steve Rachmad |
| 16 september 2000 | Awakenings                                        | Gashouder, Amsterdam        | Jerome (live), Steve Rachmad, Gayle San, Surgeon, Laidback Luke, Uroš Umek |
| 8 december 2000   | Awakenings                                        | Gashouder, Amsterdam        | T!m, Gaetano Parisio, Monika Kruse, Chris Liebing, Steve Rachmad |
| 9 december 2000   | Awakenings                                        | Gashouder, Amsterdam        | Estroe, Blake Baxter, Stacey Pullen, Adam Beyer, Remy |
| 23 februari 2001  | Awakenings Now & Wow                              | St. Jobsveem, Rotterdam     | Joachim, T!m, Gayle San, Jay Denham, Seutek, Steve Rachmad, Rolando, Pascal FEOS |
| 15 april 2001     | Awakenings Now & Wow                              | St. Jobsveem, Rotterdam     | Joachim, T!m, Gayle San, Jay Denham, Seutek, Steve Rachmad, Rolando, Pascal FEOS |
| 3 juni 2001       | Awakenings Now & Wow                              | St. Jobsveem, Rotterdam     | Joachim, T!m, Gayle San, Jay Denham, Seutek, Steve Rachmad, Rolando, Pascal FEOS |
| 25 augustus 2001  | Awakenings Festival                               | Spaarnwoude                 | Bart Skils, Jerome (live), Marco Bailey, Gayle San, Jay Denham, Steve Rachmad, Chris Liebing, Misstress Barbara, Rush, Rick, Angel, Steven de Peven, Seutek, Miss Djax (live), Surgeon, Monika Kruse, Cari Lekebusch, Rino Cerrone, Ben Sims, Estroe, Shinedoe, Samuel L. Session, Johannes Heil (live), Kenny Larkin, Speedy J, Nick Rapaccioli, Remy, Adam Beyer |
| 26 oktober 2001   | Awakenings Now & Wow                              | St. Jobsveem, Rotterdam     | Bart Skils, Valentino Kanzyani, Glenn Wilson, Joachim, Pim Warnars, Steve Rachmad, Ben Sims, Henrik B |
| 7 december 2001   | Awakenings                                        | St. Jobsveem, Rotterdam     | PB, Jerome (live), Speedy J, Misstress Barbara, Marco Remus, Damian Keane, Remy, Adam Beyer, Steve Rachmad |
| 1 februari 2002   | Awakenings                                        | St. Jobsveem, Rotterdam     | Shinedoe, Derrick May, Cristian Varela, Ignition Technician, Thomas Krome, Zero One, Pascal FEOS, Heiko Laux, Steve Rachmad |
| 29 maart 2002     | Awakenings 5 years - Day 1                        | St. Jobsveem, Rotterdam     | Damian Keane, Jerome (live), Miss Djax (live), Rush, Angelo, Nick Rapaccioli, Monika Kruse, Uroš Umek |
| 31 maart 2002     | Awakenings 5 years - Day 2                        | St. Jobsveem, Rotterdam     | Jerome (live), Surgeon, Misstress Barbara, Rush, Remy, Nick Rapaccioli, Kenny Larkin, Mr. C |
| 18 mei 2002       | Awakenings returns                                | NDSM, Amsterdam             | Floornoiz, Derrick May, Marco Carola, Cari Lekebusch, Ben Sims, Oscar Mulero |
| 6 juli 2002       | Awakenings Festival                               | Spaarnwoude                 | Estroe, Remy, Nick Rapaccioli, Derrick May, Ricardo Villalobos, Jack de Marseille, Monika Kruse, Adam Beyer, K. Cee, Damian Keane, Rush, Marco Remus, Gayle San, Marco Bailey, Headroom, Miss Djax (live), Chris Liebing, Skylla, Bart Skils, James Ruskin, Oscar Mulero, Cari Lekebusch, Ken Ishii, Cristian Varela, Steve Rachmad, Ben Sims, Raphael, Seutek, Koert Notario, Alden Tyrell, Steffi, Dexter, I-F, K-1, Hardy Hard |
| 13 september 2002 | Awakenings                                        | St. Jobsveem, Rotterdam     | Skylla, Surgeon, Uroš Umek, Steve Rachmad, Kostas Hom, Dave Tarrida, Cari Lekebusch, Oscar Mulero |
| 31 december 2002  | Awakenings New Years Special                      | NDSM, Amsterdam             | Steffi, Bart Skils, Adam Beyer, Adam Beyer & Chris Liebing, Chris Liebing, Marco Remus |
| 20 april 2003     | Awakenings                                        | NDSM, Amsterdam             | Magda, Remy, Renato Cohen, Richie Hawtin, Steve Rachmad |
| 5 juli 2003       | Awakenings Festival                               | Spaarnwoude                 | Alexander Kowalski & Raz O'Hara, Miss Ladida, Adam Beyer, Bart Skils, Ben Sims, Marco Carola, Pascal FEOS, Stacey Pullen, Stefano Richetta, Alter Ego, Gayle San, Chris Liebing, Dave Clarke, Deimos & Yoyok, Rush, Marco Remus, Oscaro Mulero, Stephan & Vincent de Wit, Pacou (live), Angela Flame, Cari Lekebusch, Diego, Jeff Mills, Joris Voorn (live), Steve Rachmad, Renato Cohen, Surgeon, Raphael, Seutek, Koert Notario, Alden Tyrell, Steffi, Dexter, I-F, K-1, Hardy Hard, TLR, The Hacker, Kid Goesting, Dr. Lektroluv, Break 3000, Ellen Allien, Legowelt, Herr Arter & Terry Toner |
| 11 oktober 2003   | Awakenings                                        | NDSM, Amsterdam             | Dimi Angélis, Steve Rachmad, Christian Wunsch, Adam Beyer, Adam Beyer & Chris Liebing, Chris Liebing, Misstress Barbara |
| 31 december 2003  | Awakenings New Years Special                      | NDSM, Amsterdam             | Herr Arter, Bart Skils, Joel Mull & Steve Rachmad, Secret Cinema (live), Oliver Ho & James Ruskin, Speedy J, David Squillace & Rino Cerrone |
| 11 april 2004     | Awakenings Drumcode Night                         | NDSM, Amsterdam             | Shiva, Jesper Dahlbäck, Adam Beyer, Hardcell & Grindvik, Cari Lekebusch, Henrik B |
| 3 juli 2004       | Awakenings Festival                               | Spaarnwoude                 | Herr Arter & Terry Toner, Steve Rachmad, Ricardo Villalobos, Alexander Kowalski (live), Heiko Laux, Bart Skils, Michel de Hey, Adam Beyer, Monica Electronica, Lauruz Lauhaus & Melon, Tobi Neumann, Acid Maria & Electric Indigo, Jacek Sienkiewicz, Wighnomy Brothers, Luciano, Steve Bug, Koze, Phonopunk, Estroe & Shinedoe, Lucca, Joris Voorn (live), Cari Lekebusch, Regis & James Ruskin, Rumenige & Loktibrada, Petar Dundov & Steve Rachmad, Oscaro Mulero, Marco Bailey & Cristian Varela, Vin-iLL, Carlos Rios & Vincent de Wit, Lars Klein & Jan Liefhebber, Pet Duo, Misstress Barbara, Miss Djax (live), Gayle San, Chris Liebing, Marco Remus, TLR, The Hacker, Kid Goesting, Dr. Lektroluv, Break 3000, Ellen Allien, Legowelt, Herr Arter & Terry Toner                                               |
| 29 oktober 2004   | Awakenings                                        | Graansilo, Rotterdam        | Oliver Kucera (live), Marco Remus, Rush, Amok, Damian Keane, Pelacha, Reeko, Marco Bailey, Steve Rachmad, Monica Electronica, Yoyok, Magda, Seutek |
| 31 december 2004  | Awakenings New Years Special                      | NDSM, Amsterdam             | David Labeij, Bart Skils, Adam Beyer, Joris Voorn (live), Rumenige & Loktibrada, Regis, Miss Djax (live) |
| 28 januari 2005   | Awakenings                                        | Graansilo, Rotterdam        | Darko Esser, Michel de Hey, Ben Sims, Secret Cinema, Cari Lekebusch, Bas Mooy, Vincent de Wit Steve Rachmad, Amok, Rude Awakening, Frank Kvitta, Monica Electronica, Troy Pierce, Krause Duo Nr.2, Joachim |
| 18 februari 2005  | Awakenings                                        | Gashouder, Amsterdam        | Cupatec, Wighnomy Bros, Christian Smith, Steve Rachmad, Dave Clarke, Dimi Angélis |
| 19 februari 2005  | Awakenings                                        | Gashouder, Amsterdam        | Herr Arter & Terry Toner, Steve Bug, Bart Skils, Speedy J, Chris Liebing, Chris Hope |
| 15 april 2005     | Awakenings                                        | Gashouder, Amsterdam        | Joris Voorn, Steve Rachmad, Charles Siegling, Redhead, DJ Rush, Petduo |
| 16 april 2005     | Awakenings                                        | Gashouder, Amsterdam        | Melon, Ricardo Villalobos, Fumiya Tanaka, Richard Bartz, Adam Beyer, Marko Nastic |
| 15 mei 2005       | Awakenings                                        | Graansilo, Rotterdam        | Paul Hazendonk, Remy, Paul Kalkbrenner, Bart Skils, Exium, Oscar Mulero, Hansz, Dave Miller, Misstress Barbara, Sven Wittekind, Carlos Vlades, Dinky, Break 3000, Makcim |
| 2 juli 2005       | Awakenings Festival                               | Spaarnwoude                 | Gideon, Darko Esser, Shinedoe, 2000 and One & Jerome, Bart Skils, Michel de Hey, Joris Voorn, Steve Rachmad, Secret Cinema, Misa Salacova, Marko Nastic, Valentino Kanzyani, Umek, Miss Djax, DJ Rush, Marco Remus, Petduo, Frank Kvitta, Chris Hope, Takaaki Itoh, Paco Osuna, Cari Lekebusch, Function, Steve Bicknell, Sebastian Kramer, Adam Beyer, Krause Duo Nr. 2, Gabriel Ananda, Dominik Eulberg, 2 Dollar Egg, Magda, Wighnomy Brothers, Zip & Sammy Dee, Karotte, Ricardo Villalobos |
| 7 oktober 2005    | Awakenings                                        | Gashouder, Amsterdam        | Oliver Kucera, Eric Sneo, Cristian Varela, Gayle San, Bas Mooy & Vincent de Wit, Arkus P. & Robert Natus |
| 8 oktober 2005    | Awakenings                                        | Gashouder, Amsterdam        | Bart Skils, Sascha Funke, Fumiya Tanaka, Umek, Oscar Mulero |
| 25 november 2005  | Awakenings Knedeep Special                        | Gashouder, Amsterdam        | Shinedoe, Bold, Marko Nastic, DJ Rush, Marco Remus, Torsten Kanzler & Frank Kvitta |
| 26 november 2005  | Awakenings Drumcode Special                       | Gashouder, Amsterdam        | Jesper DahlBäck, Adam Beyer, Cari Lekebusch, Hardcell & Pär Grindvik, Patrik Skoog |
| 23 december 2005  | Awakenings                                        | Graansilo, Rotterdam        | Minidell, Wighnomy Brothers, Joris Voorn, Danilo Vigorito, Steve Rachmad, Sicco Bosscher, Dimi Angélis, Secret Cinema, Kay D. Smith, Miss Djax, Viperxxl & Sven Wittekind, Motio & E-Contact |
| 10 februari 2006  | Awakenings                                        | Gashouder, Amsterdam        | Metroline, Go Hiyama, Dylan Drazen, Oscar Mulero, Pounding Grooves, Petduo, Rude Awakening |
| 11 februari 2006  | Awakenings                                        | Gashouder, Amsterdam        | Remy, Paul Kalkbrenner, Mark Broom & Bart Skils, Preach, Umek & Valentino Kanzyani, Jay Denham |
| 7 april 2006      | Awakenings                                        | Gashouder, Amsterdam        | 2000 and One, Joris Voorn, Adam Beyer, Cari Lekebusch, Misstress Barbara, Marco Remus |
| 8 april 2006      | Awakenings                                        | Gashouder, Amsterdam        | Joel Mull, Pelacha Dejota, Technasia, Dave Clarke, The Advent, Steve Rachmad |
| 12 mei 2006       | Awakenings                                        | Graansilo, Rotterdam        | Jay Samuel, Bas Mooy & Vincent de Wit, DJ Rush, Frank Kvitta, Spark Taberner, Size, Remy, Cristian Varela, Acid Junkies, Pounding Grooves, Damian Keane & Dave Miller |
| 1 juli 2006       | Awakenings Festival 2006                          | Spaarnwoude                 | Wouter de Moor, Cave & Ortin Cam, Gayle San, The Attack People, Rumenige & Loktibrada, Steve Rachmad, Cari Lekebusch, Inigo Kennedy, Joey Beltram, Oliver Kucera, Marko Nastic, Umek, Agent, Valentino Kanzyani, Bold, MIss Djax, DJ Rush, Petduo, Labeij & Lauhaus, Shinedoe, Richie Hawtin, Ricardo Villalobos, Paul Kalkbrenner, Bart Skils, Alexander Kowalski, Adam Beyer, Ion Ludwig, Orgue Electronique, Geigercounting, Funckarma & Cane, Andrea Parker, Anja Schneider, Aril Brikha, Karotte, Magda, Tony Rohr, Wighnomy Brothers |
| 6 oktober 2006    | Awakenings                                        | Gashouder, Amsterdam        | Pär Grindvik, Joel Mull, Adam Beyer, Mighty Thor, Cari Lekebusch |
| 7 oktober 2006    | Awakenings                                        | Gashouder, Amsterdam        | Nuno Dos Santos, Estroe, Michel de Hey, 2000 and One, Bart Skils, Solid Decay, Steve Rachmad, Secret Cinema |
| 24 november 2006  | Awakenings                                        | Gashouder, Amsterdam        | Warren Fellow, Alex Under, Alexander Kowalski, Joey Beltram, Dylan Drazen, Space DJz |
| 25 november 2006  | Awakenings                                        | Gashouder, Amsterdam        | Piet van Dongen, Magda, Der Dritte Raum Junction Hands ( Markantonio & Rino Cerrone), Preach, The Advent, British Murder Boys |
| 1 januari 2018    | Awakenings New years Day Special                  | Gashouder, Amsterdam        | Roman Lindau, Remco Beekwilder, Charlotte de Witte, Sam Paganini, Len Faki, Dax J, Headstrong (Randomer & Clouds) |
| 27 januari 2018   | Awakenings Eindhoven                              | Klokgebouw, Eindhoven       | Tim Wolff, Miss Djax, DJ Rush, Nina Kraviz, Chris Liebing, Patrick Topping, Bart Skils, Charlotte de Witte, Adam Beyer, Joseph Capriati, Awanto 3, Raresh, Ricardo Villalobos, Joris Voorn |
| 29 maart 2018     | Awakenings Adam & Joseph Special                  | Gashouder, Amsterdam        | Luigi Madonna & Roberto Capuano, Adam Beyer & Joseph Capriati |
| 30 maart 2018     | Awakenings Good Friday Special                    | Gashouder, Amsterdam        | Kobosil, Rødhåd, Chris Liebing, Ben Klock & Marcel Dettmann |
| 31 maart 2018     | Awakenings Easter Special by Night                | Gashouder, Amsterdam        | Prunk & Chris Stussy, Konstantin, Kölsch, Joris Voorn, Pan-Pot |
| 1 april 2018      | Awakenings Easter Special by Day                  | Gashouder, Amsterdam        | 2000 and One, Black Coffee, Monika Kruse, Sven Väth, Dubfire, Ilario Alicante, Sam Paganini |
| 30 juni 2018      | Awakenings Festival 2018 - Saturday               | Spaarnwoude                 | Anotr, Bart Skils & 2000 and One, Henrik Schwarz & KiNK, Loco Dice, Joseph Capriati, Carl Cox, Toman, Konstantin, Ricardo Villalobos & Seth Troxler, Jamie Jones, Maceo Plex, Joris Voorn & Kölsch, Dimitri & Remy, Markantonio, Luigi Madonna & Roberto Capuano, Amelie Lens, Pan-Pot, Adam Beyer, Remco Beekwilder, SHDW & Obscure Shape, Nina Kraviz, DJ Rush, Rødhåd, Ben Klock, Ryan James Ford, Keith Carnal, Paula Temple & Rebekah, Marcel Dettmann, Len Faki, Jeff Mills, Mirella Kroes, SNTS, I Hate Models, DVS1, Oscar Mulero, Headstrong (Randomer & Clouds), AnD, Luuk van Dijk, Patrice Bäumel, Raresh, Âme, Dubfire, Sven Väth, Prunk & Chris Stussy, Some Chemistry & Applescal, Mind Against, Underground Kaoz (Kerri Chandler & Jeremy Underground), Honey Dijon, Peggy Gou, Honey Dijon & Peggy Gou |
| 30 juni 2018      | Awakenings Festival Afterparty - Saturday         | Paradiso, Amsterdam         | Anotr, Dubfire, Luigi Madonna & Markantonio & Roberto Capuano |
| 1 juli 2018       | Awakenings Festival 2018 - Sunday                 | Spaarnwoude                 | Marco Faraone, Enrico Sangiuliano, Ida Engberg, Amelie Lens, Ilario Alicante, Sven Väth, Adam Beyer, Tomy Declerque, Drumcomplex & Roel Salemink, Jon Rundell, Nicole Moudaber, Pan-Pot, Joseph Capriati, Carl Cox, Stranger, Bart Skils, Charlotte de Witte, Ben Klock & Marcel Dettmann, Chris Liebing, Joran van Pol, Boris Brejcha, Eats Everything, Loco Dice, Tale Of Us, Richie Hawtin, Albert van Abbe, Sterac, ATTENTION DEFICIT DISORDER (AnD & Dasha Rush (live)), Sam Paganini, Dax J, Nina Kraviz, Ash Roy & Tuhin Mehta, Format:B & Oliver Schories, Patrick Topping, Agoria, Henrik Schwarz, Seth Troxler, Oliver Koletzski, Edwin Oosterwal, Andhim, Stephan Bodzin, Jamie Jones, Kölsch, Joris Voorn, Nuno Dos Santos, Palmbomen 2, Silent Servant, Rødhåd, Maceo Plex, Len Faki                       |
| 1 juli 2018       | Awakenings Festival Afterparty - Sunday           | Paradiso, Amsterdam         | Ash Roy & Tuhin Mehta, Enrico Sangiuliano, Ilario Alicante, Amelie Lens |
| 18 augustus 2018  | Drumcode Festival                                 | NDSM, Amsterdam             | |
| 13 oktober 2018   | Awakenings & Time Warp present Connect 2018       | Messe, Düsseldorf           | Adam Beyer, Amelie Lens, Bart Skills, Charlotte de Witte, Chris Liebing, Dubfire, Jamie Jones, Job Jobse, Joris Voorn, Joseph Capriati, Kölsch, Len Faki, Loco Dice, Maceo Plex, Marcel Dettmann, Monika Kruse, Nina Kraviz, Pan-Pot, Ricardo Villalobos, Richie Hawtin, Rødhåd, Solomun |
| 17 oktober 2018   | Awakenings Hard Opening Night ADE 2018            | Gashouder, Amsterdam        | Newa & Ryan James Ford, Keith Carnal & Shlømo, Charlotte de Witte, DJ Rush, Rebekah & Paula Temple, I Hate Models, SHDW & Obscure Shape |
| 18 oktober 2018   | Awakenings x Adam Beyer presents Drumcode         | Gashouder, Amsterdam        | Layton Giordani, Ida Engberg, Enrico Sangiuliano, Adam Beyer, Dubfire & Nicole Moudaber, Amelie Lens |
| 19 oktober 2018   | Awakenings x Maceo Plex presents Mosaic           | Gashouder, Amsterdam        | Architectural, Young Marco, Floating Points, Ben Ufo, Maceo Plex, Helena Hauff |
| 20 oktober 2018   | Awakenings x Joris Voorn & Friends                | Gashouder, Amsterdam        | Bart Skills, Boris Brejcha, Stephan Bodzin, Joris Voorn, Sam Paganini, Pan-Pot |
| 20 oktober 2018   | Awakenings x Joseph Capriati invites              | Gashouder, Amsterdam        | Gaetano Parisio, Henrik Schwarz, Laurent Garnier, Scan X, Joseph Capriati |
| 21 oktober 2018   | Awakenings ADE by Day                             | Gashouder, Amsterdam        | Ferro, Peggy Gou, Kölsch, Luciano, Sven Väth, Âme & Rødhåd |
| 21 oktober 2018   | Awakenings x Klockworks present Photon            | Gashouder, Amsterdam        | Jay Clarke, Colin Benders, LSD: Luke Slater, Steve Bicknell and Function, Dax J, Ben Klock |
| 29 december 2018  | Awakenings 29.12                                  | Gashouder, Amsterdam        | VNTM, DJ Rush, Charlotte de Witte, Nina Kraviz, Sam Paganini |
| 30 december 2018  | Awakenings 30.12                                  | Gashouder, Amsterdam        | Trikk, Âme, Tale Of Us, Dixon, Joseph Capriati |
| 31 december 2018  | Awakenings 31.12 (New Years Eve)                  | Gashouder, Amsterdam        | Ici Sans Merci, Joris Voorn, Pan-Pot, Helena Hauff, Maceo Plex |
| 13 oktober 2021   | Awakenings x Charlotte de Witte presents: KNTXT   | Gashouder, Amsterdam        | 999999999, Alignment, Charlotte de Witte, Indira Paganotto, Monoloc, Onyvaa |
| 14 oktober 2021   | Awakenings x Adam Beyer presents: Drumcode        | Gashouder, Amsterdam        | Adam Beyer, Anna, DJ Rush, Ida Engberg, Layton Giordani, Rebüke, Wehbba |
| 14 oktober 2021   | Awakenings presents: ADE Special                  | Ziggo Dome, Amsterdam       | Amelie Lens, Charlotte de Witte, DJ Rush, Enrico Sangiuliano, Nina Kraviz, Richie Hawtin |
| 15 oktober 2021   | Awakenings x Afterlife                            | Gashouder, Amsterdam        | Anii, Fideles, KAS:ST, Kevin de Vries, Stephan Jolk, Tale of Us |
| 15 oktober 2021   | Awakenings x Reinier Zonneveld live at Ziggo Dome | Ziggo Dome, Amsterdam       | Reinier Zonneveld |
| 16 oktober 2021   | Awakening x Joris Voorn presents: Spectrum        | Gashouder, Amsterdam        | Joris Voorn, Joseph Capriati, La Fleur, Michel de Hey, Stephan Bodziney |
| 16 oktober 2021   | Awakenings x Maceo Plex presents: Ellum           | Ziggo Dome, Amsterdam       | Ellen Allien, Enrico Sangiuliano, Len Faki, Maceo Plex, Madben, Pan-Pot |
| 17 oktober 2021   | Awakenings x Exhale with Amelie Lens              | Gashouder, Amsterdam        | Amelie Lens, Anetha, Farrago, Fjaak, I Hate Models, Raven, Rebekah, Speedy J |
| 14 april 2022     | Awakenings Easter Thursday                        | Gashouder, Amsterdam        | Abstract Division, Planetary Assault Systems, Rebekah, Richie Hawtin, SHDW & Obscure Shape, Volvox |
| 15 april 2022     | Awakenings Easter Friday                          | Gashouder, Amsterdam        | Adam Beyer, Enrico Sanguilliano, Joris Voorn, Joseph Capriati, Joyhauser, Reinier Zonneveld |
| 16 april 2022     | Awakenings Easter Festival Saturday               | Spaarnwoude                 | 2000 and one, Adam Beyer, Afra, Airod, Bart Skies, Chris Stussy, Daria Kolosova, Dimitri, DJ Rush, Doudou MD, Enrico Sanguiliano, Etapp Kyle, Ida Engberg, Joey Daniel, Joris Voorn, Joseph Capriati, Joyhauser, Kevin Saunderson, KiNK, Kobosil, Kölsch, Konstantin Siebold, La Fleur, Loco Dice, Luigi Madonna, Luke Slater, Maceo Plex, Mandana, Michel de Hey, Monika Kruse, Nina Kraviz, Perc, Prunk, Reinier Zonneveld, Remy, Rene Wise, Sam Paganini, Sama, SHDW & Obscure Shape, Tale of Us, Talismann, Toman, Tsepo, Vladimir Dubyshkin, Volvox |
| 16 april 2022     | Awakenings Easter Saturday                        | Gashouder, Amsterdam        | Fjaak, Kölsch, Mathame, Patrice Bäume, Tale of Us, VNTM |
| 17 april 2022     | Awakenings Easter Festival Sunday                 | Spaarnwoude                 | 999999999, Alexia Glensy, Alignment, Amelie Lens, Anetha, Ben Klock, Cynthia Spiering, Dario Rossi, Dax J, Ellen Allien, Ferro, Fjaak, Francesco del Garda, Grace Dahl, I Hate Models, Ilario Alicante, Jeff Mills, Kevin de Vries, Len Faki, Luciano, Marrøn, Mathame, Mind Against, Mirella Kroes, Onyvaa, Pan-Pot, Patrice Bäumel, Raresh, Rebekah, Recondite, Reiss, Ricardo Villalobos, Rødhåd, Samuel Deep, Secret Cinema, Shinedoe, Shlømo, SNTS, Speedy J, Sterac, Sven Väth, Sweely, Tini, Van Anh, VNTM |
| 17 april 2022     | Awakenings Easter Sunday                          | Gashouder, Amsterdam        | Ben Klock, Carlota, Jeff Mills, Len Faki, Rødhåd, Sam Paganini, Speedy J |
| 29 juli 2022      | Awakenings Summer Festival                        | Hilvarenbeek, Tilburg       | Sam Paganini, Ben Klock, Charlotte de Witte, Joris Voorn, Kölsch, Ilario Alicante, Enrico Sangiuliano, ... |
| 30 juli 2022      | Awakenings Summer Festival                        | Hilvarenbeek, Tilburg       | Adam Beyer, Joseph Capriati, Pan-Pot, Ida Engberg, Alan Fitzpatrick, Reinier Zonneveld, Sven Väth, Chris Liebing, Nina Kraviz, Len Faki, Rødhåd, Vladimir Dubyshkin, ... |
| 31 juli 2022      | Awakenings Summer Festival                        | Hilvarenbeek, Tilburg       | Tale of Us, Maceo Plex, Stephan Bodzin, Patrice Bäumel, Amelie Lens, Richie Hawtin, Ricardo Villalobos, K!nk, I Hate Models, DJ Rush, 999999999, Dax J, Ellen Allien, Jeff Mills, Héctor Oaks, Shlømo, Daria Kolosova, Seth Troxler, ... |
| 13 mei 2023       | Awakenings Spring Festival                        | Spaarnwoude                 | Adriatique, Alignment, Amelie Lens, Anfisa Letyago, Archie Hamilton & Toman, Bella, Ben Klock & Fadi Mohem, Benjamin Berg, Beste Hira, Bjarki, Blawan, Cynthia Spiering, Dana Montana, ... |
| 14 mei 2023       | Awakenings Spring Festival                        | Spaarnwoude                 | Abstract Division, Adam Beyer & Joseph Capriati, Adiel, Airod & Farrago, AnD, Anetha, Anna, Bart Skils, Bastienne, Beau Didier & Isaiah, Brina Knauss, Cera Khin, Chris Stussy, Colin Benders, ... |
| 7 juli 2023       | Awakenings Summer Festival                        | Hilvarenbeek, Tilburg       | Anna, Ben Böhmer, Carmen Lisa, Estella Boersma, Fjaak, Joyhauser, KI/KI, Kobosil, Kölsch, Mathame, Mind Against, Olympe, Orleus, Patrick Mason, Perc, Recondite, Richie Hawtin, SPFDJ |
| 8 juli 2023       | Awakenings Summer Festival                        | Hilvarenbeek, Tilburg       | 999999999, Adam Beyer, Alan Fitzpatrick & Luigi Madonna, Amoral, Bec, Ben Klock, Blasha & Allat, Claudio PRC, Cravo & Vil, David Vunk, Dax J, Deborah de Luca, De Sluwe Vos, DJ Rush, ... |
| 9 juli 2023       | Awakenings Summer Festival                        | Hilvarenbeek, Tilburg       | Adiel, Adriatique, Amelie Lens, Amémé, Anfisa Letyago, Bart Skils, Bella, Bullzeye, Chaos in the CBD, Charlie Sparks, Cera Khin, Chloé Caillet, Chris Liebing & Luke Slater, Chris Stussy, ... |
| 11-13 juli 2025   | Awakenings Festival 2025                          | Beekse Bergen, Hilvarenbeek | 999999999, Azyr, Ben Böhmer, Ben Klock, Benwal, Carl Cox, Charlotte de Witte, Chris Stussy, DJ Rush, Funk Tribu, Kobosil, Marrøn, Miss Monique, Rødhåd, The Lady Machine, The Martinez Brothers. |